# Onuma Sittirak

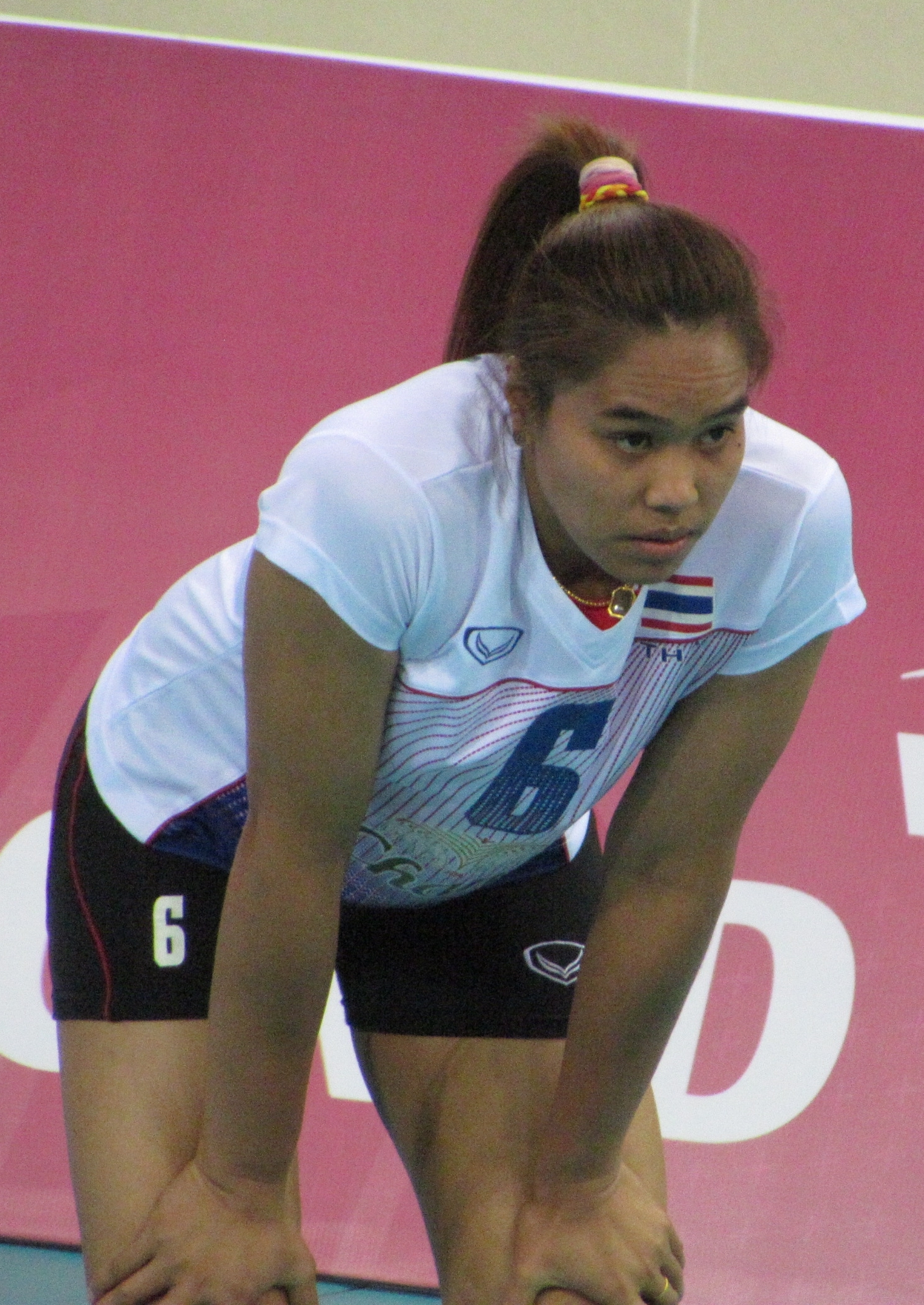
Onuma Sittirak reprezentantką Tajlandii

Onuma Sittirak; taj. อรอุมา สิทธิรักษ์ (ur. 13 czerwca 1986 w Khian Sa) – tajska siatkarka, reprezentantka kraju, grająca na pozycji przyjmującej. 

## Sukcesy klubowe
Klubowe Mistrzostwa Azji:
- 2009, 2010, 2011
- 2012, 2024[1]

Liga szwajcarska:
- 2010

Puchar Rosji:
- 2010

Liga rosyjska:
- 2011

Liga tajska:
- 2011, 2015
- 2012, 2016

Liga azerska:
- 2013
- 2014

Turniej Kurowashiki:
- 2015, 2016

## Sukcesy reprezentacyjne
Mistrzostwa Azji:
- 2009, 2013
- 2019
- 2001, 2007, 2015

Igrzyska Azji Południowo-Wschodniej:
- 2007, 2009, 2011, 2013, 2015

Puchar Azji:
- 2012
- 2010
- 2008, 2018

Letnia Uniwersjada:
- 2013

Igrzyska Azjatyckie:
- 2018
- 2014

Volley Masters Montreux:
- 2016

## Nagrody indywidualne
- 2009: MVP Mistrzostw Azji
- 2009: MVP i najlepsza atakująca Klubowych Mistrzostw Azji
- 2010: Najlepsza atakująca i punktująca Klubowych Mistrzostw Azji
- 2012: MVP, najlepsza atakująca i punktująca Pucharu Azji
- 2013: Najlepsza przyjmująca Pucharu Wielkich Mistrzyń
- 2024: Najlepsza przyjmująca Klubowych Mistrzostw Azji[2]